# الحسن بن علي المأموني
الحسن بن علي المأموني، ويُعرف أيضًا بالحسن بن علي الباذغيسي، هو قائدٌ عسكريٌ عبَّاسي في عهد الخليفة عبد الله المأمون، ساهم في القضاء على ثورة أبو السرايا الشيباني وتسبَّب بجراحه حين هرب نحو السُّوس من أعمال الأهواز، وذلك جزءًا من حملة القائد هرثمة بن أعين على الشيباني.

## سيرة شخصية
ينتمي الحسن بن علي الباذغيسي والذي عُرف أكثر بالمأموني نُسبةً لولائه للخليفة المأمون، إلى العوائل العربيَّة التي استوطنت باذغيس خلال الفتح الإسلامي لفارس (في أفغانستان المُعاصرة). ظهر اسمه حين أرسله الخليفة المأمُون لمُحاربة ثورة أبو السرايا الشيباني التي تعاظم شأنها في أرض السَّواد في سنة 199هـ / 815م، وكان المأموني مُقيمًا في البصرة يذود عنها حتى لا تقع تحت سيطرة قُوات الشيباني، غير أن زيد بن موسى الكاظم تمكن من هزيمة الحامية العبَّاسية بقيادة الحسن المأموني والاستيلاء على البصرة، فحرق دور بني العبَّاس في المدينة وكان يحرق أنصارهم عقوبةً لهم، وسُمي زيد النَّار، غير أن المأموني فر من المعركة. لم تنتهي مسألة الحرب والكر والفر مع أبو السَّرايا وأتباعه، فقد تمكن القائد العبَّاسي هرثمة بن أعين من سحق أتباع أبو السَّرايا، مما جعل الأخير يفر من الكوفة في 16 مُحرَّم سنة 200هـ / 25 أغسطس 815م، وجعل يتنقَّل بين المُدُن هربًا، غير أنه حين وصل السُّوس من أعمال الأهواز، التقى بالحسن بن علي المأموني، فأرسل الأخير إليه: «اذهبوا حيث شئتم، فإنه لا حاجة لي في قتالكم، وإذا خرجتم من عملي فلست أتبعكم»، غير أن أبو السَّرايا أبى إلا قتاله وظن أنه يتحدث بوجه ضعف، فالتقى الطرفان وتمكن المأموني من هزيمة أبو السَّرايا فجُرح فيها جراحة شديدة، فهرب من المعركة وتفرَّق أصحابه عنه، فلما انتهى به المطاف في جلولاء عثر الجيش العبَّاسي عليه، فجيء به إلى الوالي الحسن بن سهل، ليأمر بضُرب عُنُقه في يوم الخميس 10 ربيع الأوَّل سنة 200هـ / 17 أكتوبر 815م.